# 정주 최씨
정주 최씨(貞州崔氏)는 개성시 개풍구역을 본관으로 하는 한국의 성씨이다. 시조는 고려에서 판군기감사(判軍器監事)를 지낸 최인저(崔仁沮)이다.

## 참고 자료
- “정주최씨(貞州崔氏)”. 뿌리를 찾아서.[깨진 링크(과거 내용 찾기)]